# Robert Latte
Robert Gerhard Latte (* 28. August 1921 in Mülheim an der Ruhr; † 2. März 2003 ebenda) war ein deutscher Hockeyspieler.

## Leben
Robert Latte war in den 1950er Jahren Stammspieler der ersten Herrenmannschaft des HTC Uhlenhorst Mülheim. Mit seinem Verein wurde er drei Mal Deutscher Meister im Herrenfeldhockey (1950, 1954 und 1955).
Nachdem der HTC Uhlenhorst 1955 die Deutsche Meisterschaft im Feldhockey in der Besetzung Robert Latte, Heinz-Werner Bäcker, Zam Schmidt, Helmut Nonn, Jochen Lehmann, Rolf Schmidt, Heinz Langmann, Herbert Mohr, Wolfgang Nonn, Günter Oelert, Willi Bruckmann und Horst Beier zum dritten Mal gewonnen hatte, nahm Bundespräsident Theodor Heuss dies zum Anlass, der gesamten Mannschaft im Oktober 1955 das Silberne Lorbeerblatt zu verleihen.
Auch Robert Lattes Schwester Wilhelmine („Helmi“) Latte-Loos war eine erfolgreiche Hockeyspielerin. Als Mitglied der deutschen Damen-Nationalmannschaft nahm sie an insgesamt sieben Länderspielen teil und betätigte sich nach dem Ende ihrer Karriere als Schiedsrichterin bei zahlreichen internationalen Einsätzen.